# Veszprém (distrikt)
Veszprém är ett distrikt i Ungern. Det ligger i provinsen Veszprém, i den västra delen av landet, 100 km väster om huvudstaden Budapest.